# Rosa phoenicia
Rosa phoenicia es una especie de planta del género Rosa, de la familia Rosaceae.

## Taxonomía
Rosa phoenicia fue descrita por Boiss. en 1849.

## Distribución
Se encuentra en el territorio de las islas del Egeo Oriental, Irak, Líbano, Siria, Palestina y Turquía.